# Брайън Бърк
Брайън Бърк (на английски: Bryan Burk) (роден на 30 декември 1968 г.) е американски телевизионен продуцент.
Бърк започва кариерата си с продуцентите Брад Уестън в Columbia Pictures, Нед Танън в Sony Pictures и Джон Дейвис във Fox.
Той допринася заедно с Джей Джей Ейбрамс и продуцира някои от сериалите му като „Наричана още“, „Шест градуса“, „Животът на Брайън“ и „Изгубени“. Двамата с Ейбрамс също така продуцират филмите „Чудовищно“, „Стар Трек“ и „Мисията невъзможна: Режим Фантом“.